# Merhippolyte peroni
Merhippolyte peroni is een garnalensoort uit de familie van de Hippolytidae. De wetenschappelijke naam van de soort is voor het eerst geldig gepubliceerd in 1990 door Ledoyer.